# Onesia fuscata
Onesia fuscata är en tvåvingeart som beskrevs av Hiromu Kurahashi 1984. Onesia fuscata ingår i släktet Onesia och familjen spyflugor. Inga underarter finns listade i Catalogue of Life.